# Antoine Buyse
Antoine Christian Buyse (* 16. Juni 1977 in Den Haag) ist ein niederländischer Rechtswissenschaftler und Hochschullehrer an der Universität Utrecht.

## Leben
Buyse studierte ab 1995 an der Universität Leiden zunächst Geschichte mit den Hauptfächern Geschichte der Neuzeit und Wissenschaftsgeschichte. 2001 beendete er dieses Studium mit dem Mastergrad und schloss ein Studium der Rechtswissenschaften an. Hier lag sein Schwerpunkt im Internationalen Recht und im Recht der Menschenrechte. Nach dem Abschluss auch dieses Studiums wurde Buyse 2008 in Leiden unter Betreuung von Rick Lawson, dessen wissenschaftlicher Mitarbeiter er war, in den Rechtswissenschaften mit einer Arbeit über die Menschenrechtslage in Europa mit besonderem Augenmerk auf Bosnien-Herzegowina promoviert. Seit 2007 nimmt Buyse Lehrtätigkeiten an der Universität Utrecht wahr, zunächst als Dozent, ab 2007 als Juniorprofessor und ab 2010 als außerordentlicher Professor. Seit 2014 ist er ordentlicher Professor auf dem Utrechter Lehrstuhl für Menschenrechte und Direktor des Niederländischen Instituts für Menschenrechte (SIM).

## Werk
Buyses Forschungsgebiet sind die Menschenrechte, insbesondere die Europäische Menschenrechtskonvention und die Rechtsprechung des Europäischen Gerichtshofs für Menschenrechte. Er untersucht zudem die Menschenrechtssituation in (Post-)Konfliktlagen und bei der Transitional Justice. Neuerdings hat sich aus aktuellem Anlass sein Forschungsgebiet auf die Menschenrechtslage bei Flüchtlingen und Asylbegehrenden erweitert.